# Zjednoczone Emiraty Arabskie na Letnich Igrzyskach Olimpijskich 1984
Zjednoczone Emiraty Arabskie na Letnich Igrzyskach Olimpijskich w 1984 roku reprezentowało 7 zawodników (wszyscy byli mężczyznami) w jednej dyscyplinie sportowej – lekkoatletyce. Był to debiut reprezentacji Zjednoczonych Emiratów Arabskich na letnich igrzyskach olimpijskich.

## Skład reprezentacji

### Lekkoatletyka
| Zawodnik                                                         | Konkurencja                | Eliminacje | Eliminacje | Ćwierćfinał | Ćwierćfinał | Półfinał | Półfinał | Finał | Finał   |
| Zawodnik                                                         | Konkurencja                | Wynik      | Miejsce    | Wynik       | Miejsce     | Wynik    | Miejsce  | Wynik | Miejsce |
| ---------------------------------------------------------------- | -------------------------- | ---------- | ---------- | ----------- | ----------- | -------- | -------- | ----- | ------- |
| Mohamed Abdullah                                                 | bieg na 100 m              | 11,11      | 64.        | NQ          | NQ          | NQ       | NQ       | NQ    | NQ      |
| Rashid Al-Jirbi                                                  | bieg na 400 m              | 48,71      | 64.        | NQ          | NQ          | NQ       | NQ       | NQ    | NQ      |
| Ibrahim Aziz                                                     | bieg na 800 m              | 1:54,86    | 58.        | NQ          | NQ          | NQ       | NQ       | NQ    | NQ      |
| Ibrahim Aziz                                                     | bieg na 1500 m             | DNF        | DNF        | —           | —           | NQ       | NQ       | NQ    | NQ      |
| Mohamed Helal Ali                                                | bieg na 110 m przez płotki | 15,75      | 24.        | —           | —           | NQ       | NQ       | NQ    | NQ      |
| Ibrahim Khamis                                                   | bieg na 400 m przez płotki | 55,50      | 43.        | —           | —           | NQ       | NQ       | NQ    | NQ      |
| Rashid Al-Jirbi Ibrahim Khamis Mubarak Ismail Amber Ibrahim Aziz | sztafeta 4 × 400 m         | 3:19,90    | 24.        | —           | —           | NQ       | NQ       | NQ    | NQ      |

| Zawodnik       | Konkurencja | Kwalifikacje | Kwalifikacje | Finał | Finał   |
| Zawodnik       | Konkurencja | Wynik        | Miejsce      | Wynik | Miejsce |
| -------------- | ----------- | ------------ | ------------ | ----- | ------- |
| Shahad Mubarak | skok w dal  | 6,98         | 23.          | NQ    | NQ      |